# Eendrachtskanaal

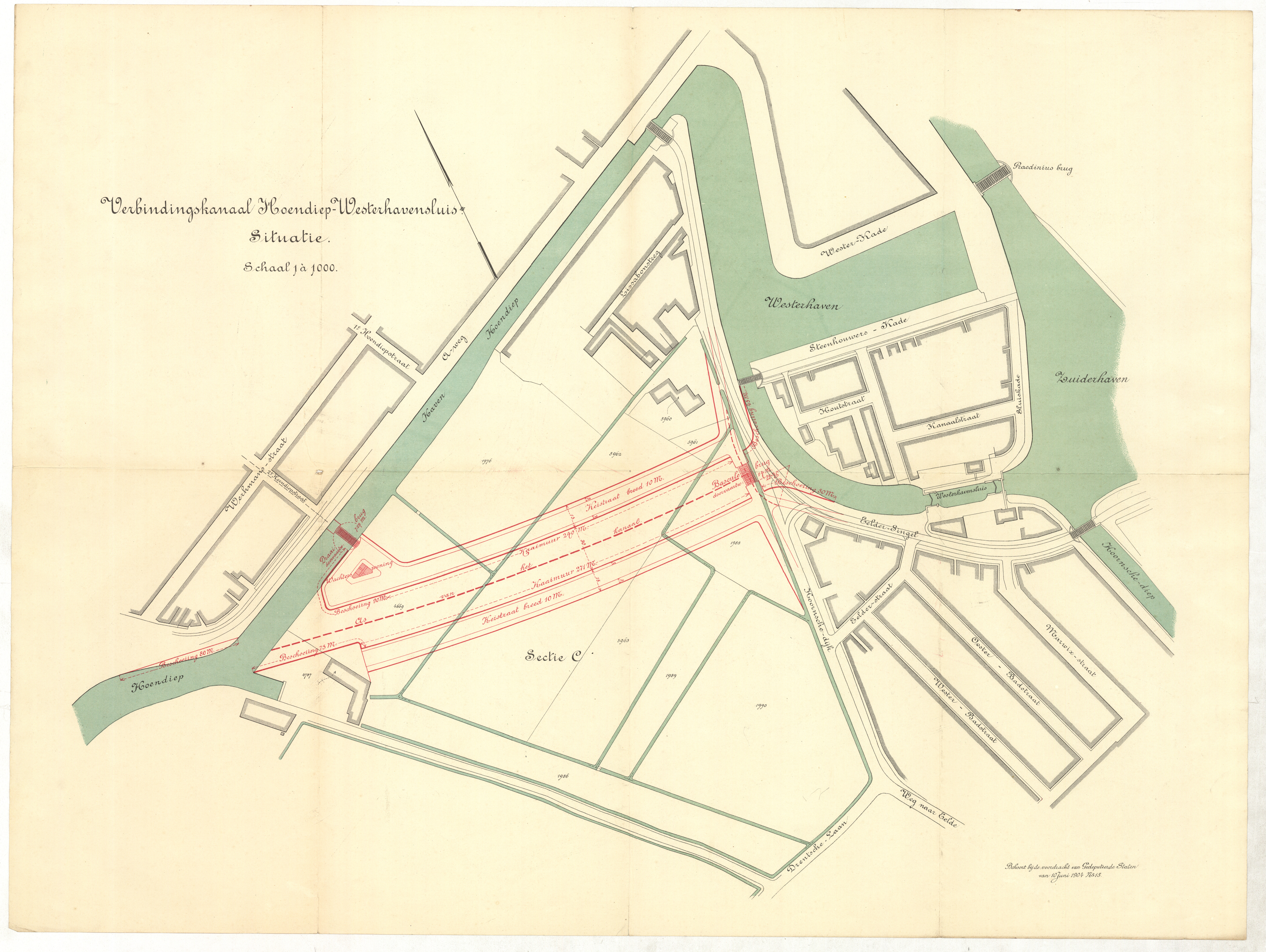
bouwtekening van de aanleg

Het Eendrachtskanaal is een kanaal in de Nederlandse stad Groningen tussen het Verbindingskanaal en het Hoendiep.
Nadat de Westerhaven was afgesloten van de Zuiderhaven, werd in eerste instantie ten zuiden hiervan in 1864 een verbindingskanaal aangelegd met daarin de Westerhavensluis. De aanleg van dit kanaaltje deed een gebied ontstaan dat aan alle zijden omsloten was door water en daarom als snel het Eiland werd genoemd. Om van de Zuiderhaven naar het Hoendiep te komen, moest eerst worden geschut, daarna door een bedrijvige Westerhaven worden gevaren en ten slotte een bocht van 135° worden genomen. Ter vermijding van deze als problematische ervaren doorvaart, is tussen 1907 en 1909 het Eendrachtskanaal aangelegd als rechtstreekse verbinding.
Het gedeelte ten oosten van Eendrachtsbrug, met daarin de schutsluis, dat feitelijk het voormalige verbindingskanaal is, wordt gezien als onderdeel van het Eendrachtskanaal.

## Naam
De naam herinnert aan de eendrachtige samenwerking tussen de provincie en de gemeente bij de aanleg van het kanaal.

## Bruggen
Over het kanaal liggen, van oost naar west, de volgende bruggen:
1. de Abel Tasmanbrug
2. de Eendrachtsbrug
3. de fietsbrug over de Westerhavensluis